# 十四号种畜场
十四号种畜场是中华人民共和国吉林省松原市长岭县下辖的一个类似乡级单位。

## 行政区划
下辖以下地区：
十四号种畜场虚拟生活区。